# Александер Естлунд
Я́н Алекса́ндер Е́стлунд (швед. Jan Alexander Östlund; нар. 2 листопада 1978, Окерсберга) — шведський футболіст, який виступав на позиції захисника. Відомий за виступами за клуби АІК, «Феєнорд» і «Саутгемптон», а також збірну Швеції, у складі якої був учасником чемпіонату Європи 2004 року.

## Клубна кар'єра
Естлунд народився та виріс в Окерсбергу біля Стокгольма. Футболом почав займатись, граючи на позиції нападника у рідному місті в клубі «Остеракер», з якого у віці 14 років потрапив до академії АІКа. У віці 16 років Александер став наймолодшим гравцем АІК в Аллсвенскан, коли дебютував проти «Дегерфорса» 10 вересня 1995 року. У 1996 році він допоміг команді виграти Кубок Швеції .
У 1997 році для отримання ігрової практики Александер на правах оренди виступав за «Броммапойкарну». Після повернення він допоміг АІК виграти Аллсвенскан лігу у 1998 році, забивши вирішальний гол в останньому матчі. У тому сезоні Естлунд зіграв у всіх, крім двох, матчах, однак, крім золотого голу в останньому матчі, він не забив жодного м'яча і не отримав продовження контракту.
У 1998 році Остлунд перейшов до португальської «Віторії», але за рік у Португалії не зіграв жодного матчу. Після невдалого досвіду за межами Швеції Александер повернувся на батьківщину, де протягом п'яти сезонів виступав за «Норрчепінг» та «Гаммарбю», перекваліфікувавшись у правого захисника.
У липні 2004 року завдяки своєму агенту Міно Райолі Естлунд перейшов у нідерландський «Феєнорд». У новій команді він був футболістом ротації і за два сезони в Ередівізі зіграв лише 33 матчі.
У 2006 році Александер підписав угоду з англійським «Саутгемптоном», що виступав у другому місцевому дивізіоні. В Англії Остдунд швидко завоював місце в основі та став одним із лідерів команди, отримавши прізвисько Ісус через розпущені пасма та бороду.
25 серпня 2008 року Естлунд перейшов у данський «Есб'єрг». 19 жовтня в матчі проти «Оденсе» Александер дебютував у місцевій Суперлізі, забивши дебютний гол. Втім у новій команді майже не грав через постійні травми, тому у свічні 2010 року покинув клуб і завершив кар'єру.

## Міжнародна кар'єра
Протягом 1998—1999 років залучався до складу молодіжної збірної Швеції, у складі якої брав участь у молодіжному чемпіонаті Європи 1998 року в Румунії і посів з командою 5 місце. На молодіжному рівні зіграв у 5 офіційних матчах.
18 листопада 2003 року в товариському матчі проти збірної Єгипту Естлунд дебютував за національну збірну Швеції.
У 2004 році Александер взяв участь у чемпіонаті Європи у Португалії, замінивши у заявці в останній момент травмованого Міхаеля Свенссона. На турнірі він зіграв у поєдинку чвертьфіналу проти збірної Нідерландів, який Швеція програла по пенальті.
Надалі Естлунд був постійним правим захисником під час кваліфікаційних матчів до чемпіонату світу 2006 року, але 1 березня 2006 року в товариському матчі на виїзді проти Ірландії (0:3) 1 березня 2006 року мав серйозні проблеми з лівим півзахисником ірландців Дам'єном Даффом, через що перестав викликатись Ларсом Лагербеком і несподівано не потрапив у фінальну заявку на «мундіаль», а після нього більше ніколи не виступав у складі національної збірної.
Протягом кар'єри у національній команді, яка тривала чотири роки, Остлунд провів у формі головної команди країни 22 матчі.

## Досягнення
- Чемпіон Швеції: 1998
- Володар Кубка Швеції: 1996